# Kärntner Tagblatt
Das Kärntner Tagblatt war eine Tageszeitung, die von 1893 bis 1938 in Klagenfurt herausgegeben wurde.
Das Kärntner Tagblatt wurde vom St.-Josef-Verein herausgegeben. Von 1896 bis 1911 war ihr Chefredakteur Konrad Walcher. Dieser übergab die Redaktion in einer finanziellen Krise an Michael Paulitsch, dem es gelang, die Krise zu überwinden, und der die Zeitung zu einem guten Ruf führte. Die CSP-nahe Linie spiegelte sich in der Bezeichnung als Schwarze Tante wider.
Die Zeitung musste ihr Erscheinen kurz nach dem Anschluss gemeinsam mit mehreren anderen Kärntner Lokalzeitungen einstellen, um den Markt für den Kärntner Grenzruf zu räumen.

## Belege
1. 1 2 3  Österreichisches Biographisches Lexikon. In: biographien.ac.at. Abgerufen am 16. Januar 2018.
2. 1 2  Konrad Walcher - ÖCV. In: oecv.at. Abgerufen am 16. Januar 2018.
3. 1 2  Österreichische Pressestatistik 1938-1945. In: oeaw.ac.at. Abgerufen am 16. Januar 2018.
4. ↑  Artilleriedenkmal in Klagenfurt - Kärntner Artilleriebund. In: artilleriebund.at. Archiviert vom Original (nicht mehr online verfügbar) am 17. Januar 2018; abgerufen am 16. Januar 2018.  Info: Der Archivlink wurde automatisch eingesetzt und noch nicht geprüft. Bitte prüfe Original- und Archivlink gemäß Anleitung und entferne dann diesen Hinweis.